# Я і мої клони
Я і мої клони (Розмай) — фантастичний фільм 1996 року.

## Сюжет
Даг Кінні працює в будівельно-ремонтній компанії. Він цілими днями звивається як білка в колесі, але грошей однаково не вистачає. Гірше всього, що крім грошей катастрофічно не вистачає ще й часу. Ні на що, навіть на повноцінне спілкування із дружиною й дочкою..